# Interstate 4
Die Interstate 4 (kurz I-4) ist ein Teil des Interstate-Highwaysystems in den Vereinigten Staaten. Sie verläuft ausschließlich im Bundesstaat Florida zwischen den Städten Tampa und Daytona Beach.
Dies ist nach dem I-2 der Interstate-Highway mit der zweitkleinsten Ordnungsnummer, I-1 und I-3 sind nicht vergeben. Die I-4 verläuft, wie alle Interstates mit gerader Nummer, in Ost-West-Richtung. Auf ihrem gesamten Verlauf trägt die Strecke auch die verdeckte Bezeichnung als Florida State Road 400. Nur eine rund 7 km lange Verlängerung im Stadtgebiet von Daytona Beach ist als SR 400 ausgeschildert.

## Wichtige Städte an der Interstate
- Tampa
- Lakeland
- Orlando
- Daytona Beach

## Geschichte
Die Interstate 4 ist eine der ersten Interstates, die in Florida gebaut wurden. Der erste Abschnitt wurde zwischen Plant City und Lakeland 1959 eröffnet. In den Jahren 1960/1961 wurde die Howard Frankland Bridge nach Tampa eröffnet. Der gesamte Abschnitt zwischen Lakeland und Orlando wurde 1962 fertiggestellt.